# Миронец, Владимир Иванович
Влади́мир Ива́нович Мироне́ц (22.03.1954, Нижняя Тура, Свердловская область) — советский и российский художник, керамист, скульптор, ювелир.

## Биография
Родился в рабочей семье. Отец и мать трудились на Нижнетуринском электроаппаратном заводе. 
В детстве Владимир увлекался рыбалкой, занимался различными видами спорта: гимнастикой, штангой, лёгкой атлетикой (метания), греблей, стрельбой из лука. Благодаря хорошему физическому развитию, в возрасте 17 лет по собственному желанию пошёл служить в Армию (Южный Сахалин). Затем какое-то время работал слесарем-инструментальщиком на комбинате «Электрохимприбор» в закрытом городе Свердловск-45 (Лесной). 
Окончил Уральское училище прикладного искусства (Нижний Тагил, 1979). Профессионально занимается керамикой, металлом, ювелирным искусством и резьбой по камню, а также живописью, графикой.
Проживает в Нижней Туре.

## Творчество
В училище Владимир Миронец готовился как художник по металлу. Позже увлёкся художественной керамикой, взглянув на глину не как гончар, а как художник, скульптор. 
В художественную жизнь Урала активно включился в середине 1980-х. Участвовал в зональных выставках «Урал социалистический» (1985, 1991), в выставке «Художники Урала в Москве».
В начале 90-х, изучив традиции и этнографию народов Урала и Сибири, изготовил серию амулетов. Провел множество персональных выставок в уральских городах: Нижнем Тагиле, Каменске-Уральском, Челябинске, неоднократно — в Екатеринбурге.
В 1991 году уехал за рубеж. Несколько лет работал в литовско-итальянской фирме «Амбер». Принимал участие в крупных международных художественно-коммерческих выставках в Вильнюсе, Зальцбурге, Хельсинки, Риме, Милане, в княжестве Монако, а также на ЭКСПО в Южной Корее .
В конце 1990-х вернулся на родину. Работал в Нижней Туре, Лесном. Имеет серьёзные наработки в создании собственного «звериного» стиля — «бестиарий», также работает в области «астрологической культуры». Осуществляет коммерческие программы по ювелирному искусству, керамике, бронзе.

## Признание
Работы Миронца имеются во многих музеях и картинных галереях Свердловской области. Его композицию «Трое» (керамика) приобрёл Государственный музей декоративно-прикладного искусства СССР (1989). Произведения художника есть в коллекции Государственного музея-заповедника «Царицыно» (Москва), а также у частных зарубежных коллекционеров. 

## Интересные факты
- Образ Владимира Миронца представлен в рассказе О. Карякиной «Календарик»[5].
- Владимир Миронец явился прототипом главного героя (Володя Литвак) детективной повести Т. Ветровой «Сгоревший идол», а также послесловия к ней – «Правда о сгоревшем идоле»[6].